# Једанаест хиљада буздована
„Једанаест хиљада буздована“ (фр. Les Onze Mille Verges) је порнографски роман француског књижевника Гијома Аполинера, објављен 1907. под иницијалима „Г. А.“. Наслов садржи непреводиву алузију на легенду о Светој Урсули и њену пратњу од једанаест хиљада девица, као и игру речи, где је реч „девица“ (фр. vierge) замењена речју „буздован“ (фр. verge). Реч „буздован“ се неретко користи као вулгаризам за мушки полни орган.
Роман је написан у књижевно-порнографској традицији која има корене у књижевним делима: Пјетра Аретина, маркиза де Сада, Андреа Робера де Нерсија и Ретифа де ла Бретона. У њему се приповеда о измишљеном румунском кнезу Вибеску који путује по свету испробавајући свакојаке сексуалне перверзије. Осим хетеросексуалног и мушког и женског хомосексуалног коитуса у делу су приказане многобројне парафилије: сексуални садизам, мазохизам, онанија, копрофилија, некрофилија, педофилија, геронтофилија, групни секс, инцест итд. Неколико епизодних ликова су српске националности, укључујујући и измишљене заверенике убиства краља Александра Обреновића, са којима Вибеску оргија.
Аполинер за живота није желео да призна ауторство над књигом. Првобитно издање у малом тиражу циркулисало је махом међу припадницима авангардних кругова Париза. Међу поштоваоцима романа били су Луј Арагон, Робер Деснос и Пабло Пикасо, који га је назвао Аполинеровим ремек-делом. Екранизован је 1974. Роман је преведен на српски језик и присутан је у неколико издања.